# Чрешниці-над-Піявшкім
Чрешниці-над-Піявшкім (словен. Črešnjice nad Pijavškim) — поселення в общині Кршко, Споднєпосавський регіон, Словенія. Висота над рівнем моря: 342,1 м.